# Olympische Winterspiele 1992/Teilnehmer (Kanada)
| Gelbes Symbol für Goldmedaillen mit stilisierten Olympischen Ringen | Graues Symbol für Silbermedaillen mit stilisierten Olympischen Ringen | Braundes Symbol für Bronzemedaillen mit stilisierten Olympischen Ringen |
| ------------------------------------------------------------------- | --------------------------------------------------------------------- | ----------------------------------------------------------------------- |
| 2                                                                   | 3                                                                     | 2                                                                       |

Kanada nahm an den Olympischen Winterspielen 1992 im französischen Albertville mit einer Delegation von 109 Athleten in elf Disziplinen teil, davon 80 Männer und 29 Frauen. Mit zwei Gold-, drei Silber- und zwei Bronzemedaillen war Kanada die neuntbeste Nation bei den Spielen.
Fahnenträgerin bei der Eröffnungsfeier war die Shorttrackerin Sylvie Daigle.

## Teilnehmer nach Sportarten

### Biathlon
Männer
- Steve Cyr
10 km Sprint: 8. Platz (26:46,4 min)
20 km Einzel: 46. Platz (1:03:06,9 h)
4 × 7,5 km Staffel: 10. Platz (1:29:73,3 h)

- Tony Fiala
10 km Sprint: 62. Platz (29:35,0 min)
20 km Einzel: 26. Platz (1:00:39,8 h)
4 × 7,5 km Staffel: 10. Platz (1:29:73,3 h)

- Tom Hansen
10 km Sprint: 83. Platz (32:03,1 min)

- Jean Paquet
20 km Einzel: 77. Platz (1:08:36,2 h)
4 × 7,5 km Staffel: 10. Platz (1:29:73,3 h)

- Glenn Rupertus
10 km Sprint: 52. Platz (28:43,3 min)
20 km Einzel: 20. Platz (1:00:18,3 h)
4 × 7,5 km Staffel: 10. Platz (1:29:73,3 h)

Frauen
- Myriam Bédard
7,5 km Sprint: 12. Platz (26:04,6 min)
15 km Einzel: Bronze  (52:15,0 min)
3 × 7,5 km Staffel: 11. Platz (1:23:49,1 h)

- Jane Isakson
7,5 km Sprint: 50. Platz (28:39,7 min)
15 km Einzel: 54. Platz (1:01:06,5 h)
3 × 7,5 km Staffel: 11. Platz (1:23:49,1 h)

- Lise Meloche
7,5 km Sprint: 47. Platz (28:24,7 min)
15 km Einzel: 50. Platz (1:00:10,4 h)
3 × 7,5 km Staffel: 11. Platz (1:23:49,1 h)

- Yvonne Visser
7,5 km Sprint: 59. Platz (29:35,9 min)
15 km Einzel: 52. Platz (1:00:38,2 h)

### Bob
Männer, Zweier
- Greg Haydenluck, David MacEachern (CAN-1)
11. Platz (4:04,84 min)

- Dennis Marineau, Chris Farstad (CAN-2)
9. Platz (4:04,08 min)

Männer, Vierer
- Chris Lori, Ken Leblanc, Cal Langford, David MacEachern (CAN-1)
4. Platz (3:54,24 min)

- Dennis Marineau, Chris Farstad, Jack Pyc, Sheridon Baptiste (CAN-2)
disqualifiziert im dritten Lauf

### Eiskunstlauf
Männer
- Kurt Browning
6. Platz (8,0)

- Michael Slipchuk
9. Platz (13,0)

- Elvis Stojko
7. Platz (10,0)

Frauen
- Josée Chouinard
9. Platz (16,0)

- Karen Preston
8. Platz (14,0)

Paare
- Sherry Ball & Kris Wirtz
12. Platz (17,5)

- Christine Hough & Doug Ladret
9. Platz (14,5)

- Isabelle Brasseur & Lloyd Eisler
Bronze  (4,5)

Eistanz
- Jacqueline Petr & Mark Janoschak
12. Platz (24,8)

### Eishockey
| - Sean Burke - Trevor Kidd - Sam St. Laurent - Kevin Dahl - Curt Giles - Gordon Hynes - Adrien Plavsic - Dan Ratushny - Brad Schlegel - Brian Tutt - Jason Woolley - Dave Archibald | - Todd Brost - Dave Hannan - Fabian Joseph - Joé Juneau - Patrick Lebeau - Chris Lindberg - Eric Lindros - Kent Manderville - Wally Schreiber - Randy Smith - Dave Tippett |

- Silber

### Eisschnelllauf
Männer
- Robert Dubreuil
500 m: 14. Platz (37,86 s)

- Sean Ireland
500 m: 30. Platz (38,70 s)
1000 m: 23. Platz (1:17,03 min)

- Pat Kelly
1000 m: 45. Platz (1:36,62 min)
1500 m: Rennen nicht beendet

- Neal Marshall
1500 m: 36. Platz (2:01,62 min)
5000 m: 26. Platz (7:27,64 min)
10.000 m: 26. Platz (15:07,03 min)

- Kevin Scott
500 m: 17. Platz (38,02 s)
1000 m: 16. Platz (1:16,47 min)
1500 m: 40. Platz (2:03,18 min)

- Guy Thibault
500 m: 16. Platz (37,89 s)
1000 m: 7. Platz (1:15,36 min)
1500 m: 20. Platz (1:58,87 min)

Frauen
- Susan Auch
500 m: 6. Platz (40,83 s)
1000 m: 17. Platz (1:24,27 min)

- Catriona LeMay Doan
500 m: 14. Platz (41,59 s)
1000 m: 31. Platz (1:25,91 min)

- Shelley Rhead-Skarvan
500 m: 18. Platz (41,86 s)
1000 m: 25. Platz (1:25,04 min)

### Freestyle-Skiing
Männer
- Lane Barrett
Buckelpiste: 22. Platz (in der Qualifikation ausgeschieden)

- Jean-Luc Brassard
Buckelpiste: 7. Platz (23,71)

- Christian Marcoux
Buckelpiste: 27. Platz (in der Qualifikation ausgeschieden)

- John Smart
Buckelpiste: 5. Platz (24,15)

Frauen
- Anna Kindy
Buckelpiste: 18. Platz (in der Qualifikation ausgeschieden)

- LeeLee Morrison-Henry
Buckelpiste: 17. Platz (in der Qualifikation ausgeschieden)

- Bronwen Thomas
Buckelpiste: 16. Platz (in der Qualifikation ausgeschieden)

### Rodeln
Männer, Einsitzer
- Christi-Adrian Sudu
24. Platz (3:07,798 min)

- Harington Telford
18. Platz (3:06,195 min)

Männer, Doppelsitzer
- Christi-Adrian Sudu & Dan Doll
13. Platz (1:34,101 min)

- Bob Gasper & André Benoit
14. Platz (1:34,102 min)

Frauen
- Kathy Salmon
16. Platz (3:09,521 min)

### Shorttrack
Männer
- Frédéric Blackburn
1000 m: Silber  (1:31,11 min)
5000-m-Staffel: Silber  (7:14,06 min)

- Laurent Daignault
5000-m-Staffel: Silber  (7:14,06 min)

- Michel Daignault
1000 m: 8. Platz (1:37,10 min)
5000-m-Staffel: Silber  (7:14,06 min)

- Sylvain Gagnon
5000-m-Staffel: Silber  (7:14,06 min)

- Mark Lackie
1000 m: 7. Platz (1:36,28 min)
5000-m-Staffel: Silber  (7:14,06 min)

Frauen
- Angela Cutrone
3000-m-Staffel: Gold  (4:36,62 min)

- Sylvie Daigle
500 m: 18. Platz (im Vorlauf ausgeschieden)
3000-m-Staffel: Gold  (4:36,62 min)

- Nathalie Lambert
500 m: 6. Platz (48,50 s)
3000-m-Staffel: Gold  (4:36,62 min)

- Annie Perreault
500 m: 16. Platz (im Viertelfinale disqualifiziert)
3000-m-Staffel: Gold  (4:36,62 min)

### Ski Alpin
Männer
- Felix Belczyk
Abfahrt: 18. Platz (1:53,37 min)
Kombination: Slalomrennen nicht beendet

- Rob Crossan
Super-G: Rennen nicht beendet
Riesenslalom: 35. Platz (2:18,57 min)
Slalom: 20. Platz (1:49,86 min)
Kombination: 12. Platz (57,27)

- Brad King
Slalom: Rennen nicht beendet

- Cary Mullen
Abfahrt: disqualifiziert
Kombination: 14. Platz (62,37)

- Willy Raine
Super-G: 48. Platz (1:19,12 min)
Riesenslalom: 39. Platz (2:20,06 min)
Slalom: 29. Platz (1:53,32 min)

- Brian Stemmle
Abfahrt: 23. Platz (1:53,77 min)

- Roman Torn
Abfahrt: Rennen nicht beendet

Frauen
- Annie Laurendeau
Slalom: 25. Platz (1:40,03 min)

- Kerrin Lee-Gartner
Abfahrt: Gold  (1:52,55 min)
Super-G: 6. Platz (1:23,76 min)
Kombination: im Slalomrennen disqualifiziert

- Michelle Ruthven
Abfahrt: 20. Platz (1:55,61 min)
Super-G: 20. Platz (1:25,43 min)
Kombination: 6. Platz (39,02)

### Skilanglauf
Männer
- Yves Bilodeau
10 km klassisch: 42. Platz (31:19,5 min)
15 km Verfolgung: 45. Platz (44:22,4 min)
30 km klassisch: 59. Platz (1:34:18,3 h)
4 × 10 km Staffel: 11. Platz (1:47:52,0 h)

- Dany Bouchard
10 km klassisch: 25. Platz (30:03,8 min)
15 km Verfolgung: 40. Platz (43:31,1 min)
4 × 10 km Staffel: 11. Platz (1:47:52,0 h)

- Darren Derochie
50 km Freistil: 61. Platz (2:29:42,0 h)
4 × 10 km Staffel: 11. Platz (1:47:52,0 h)

- Wayne Dustin
10 km klassisch: 64. Platz (32:16,9 min)
15 km Verfolgung: 56. Platz (46:04,6 min)
30 km klassisch: 48. Platz (1:31:58,2 h)
50 km Freistil: 46. Platz (2:20:24,6 h)
4 × 10 km Staffel: 11. Platz (1:47:52,0 h)

- Alain Masson
30 km klassisch: 60. Platz (1:34:22,0 h)
50 km Freistil: Rennen nicht beendet

- Al Pilcher
10 km klassisch: 52. Platz (31:44,8 min)
15 km Verfolgung: 52. Platz (45:44,6 min)
30 km klassisch: 45. Platz (1:31:49,3 h)

Frauen
- Rhonda DeLong
5 km klassisch: 41. Platz (15:59,4 min)
10 km Verfolgung: 40. Platz (31:01,8 min)
15 km klassisch: 43. Platz (49:49,7 min)
4 × 5 km Staffel: 11. Platz (1:03:38,5 h)

- Lorna Sasseville
15 km klassisch: 40. Platz (49:18,1 min)
30 km Freistil: 51. Platz (1:38:27,3 h)

- Angela Schmidt-Foster
5 km klassisch: 39. Platz (15:56,0 min)
10 km Verfolgung: 51. Platz (32:30,1 min)
15 km klassisch: 29. Platz (46:55,0 min)
4 × 5 km Staffel: 11. Platz (1:03:38,5 h)

- Lucy Steele
5 km klassisch: 46. Platz (16:07,8 min)
10 km Verfolgung: 39. Platz (30:57,4 min)
30 km Freistil: 33. Platz (1:33:35,7 h)
4 × 5 km Staffel: 11. Platz (1:03:38,5 h)

- Jane Vincent
5 km klassisch: 53. Platz (16:47,6 min)
10 km Verfolgung: 49. Platz (32:10,7 min)
30 km Freistil: 40. Platz (1:35:10,0 h)
4 × 5 km Staffel: 11. Platz (1:03:38,5 h)

### Skispringen
- Kirk Allen
Normalschanze: 55. Platz (162,0)
Großschanze: 53. Platz (93,8)
Mannschaft: 14. Platz (341,0)

- Horst Bulau
Normalschanze: 42. Platz (181,4)
Großschanze: 52. Platz (97,7)
Mannschaft: 14. Platz (341,0)

- Ron Richards
Normalschanze: 46. Platz (176,1)
Großschanze: 43. Platz (128,7)
Mannschaft: 14. Platz (341,0)